# Зотов, Борис Леонтьевич
Борис Леонтьевич Зотов (1922—1985) — доктор юридических наук, профессор. Участник Великой Отечественной войны.

## Биография
Борис Леонтьевич Зотов родился в 1922 году в Ярославле. В 1941 году стал студентом юридического факультета Ленинградского государственного университета. Когда началась Великая Отечественная война, ушёл добровольцем на фронт. Был стрелком и разведчиком. В 1945 году стал командиром взвода управления полка. Когда война закончилась, продолжил учёбу в Московском юридическом институте. С 1951 по 1953 год был аспирантом в Московском государственном университете имени М. В. Ломоносова. В 1966 году защитил докторскую диссертацию. С 1949 по 1951 год был преподавателем Всесоюзного юридического заочного института. За годы преподавательской деятельности подготовил более 20 аспирантов. Зотов автор около 100 научных работ, которые включают 2 монографии, 12 учебных пособий и множество научных статей.

## Основные работы
- «Автотехническая экспертиза при расследовании автодорожных происшествий» (1962);
- «Автотехническая экспертиза» (1967);
- «Расследование и предупреждение автотранспортных происшествий» (1972);
- «Идентификация в криминалистике» (1973);
- «Казус или дорожно-транспортное происшествие» (1979).

## Награды
- Орден Славы III степени;
- Орден Красной Звезды;
- Медаль «За отвагу»;
- Медаль «За оборону Ленинграда»;
- Медаль «За победу над Германией в Великой Медаль Отечественной войне 1941—1945 гг.»;
- Медаль «За победу над Японией».